# System of a Down (album)
System of a Down – pierwszy album zespołu System of a Down. Został wydany 30 czerwca 1998 nakładem wytwórni American Recordings.

## Lista utworów
1. „Suite-Pee” (muz.: Malakian, sł.: Tankian) – 2:32
2. „Know” (muz.: Odadijan, Malakian, Tankian, sł.: Tankian) – 2:56
3. „Sugar” (muz.: Odadijan, Malakian, sł.: Tankian) – 2:35
4. „Suggestions” (muz.: Malakian, sł.: Tankian) – 2:45
5. „Spiders” (muz.: Malakian, sł.: Tankian) – 3:36
6. „DDevil” (muz.: Odadijan, Malakian, sł.: Tankian) – 1:43
7. „Soil” (muz.: Malakian, sł.: Tankian) – 3:25
8. „War?” (muz.: Malakian, sł.: Tankian) – 2:40
9. „Mind” (muz.: Odadijan, Malakian, Tankian, sł.: Tankian) – 6:16
10. „Peephole” (muz.: Malakian, sł. Tankian) – 4:04
11. „CUBErt” (muz.: Malakian, sł.: Tankian, Malakian) – 1:49
12. „Darts” (muz.: Malakian, sł.: Tankian) – 2:41
13. „P.L.U.C.K.” (Politically Lying, Unholy, Cowardly Killers.)" (muz.: Malakian, sł.: Tankian) – 3:38

## Albumowe przypisy
W albumowej książeczce niektóre teksty piosenek posiadają pewne przypisy.
- "Spiders" :

"Twoje myśli i sny nie są już dłużej niedotykalne, gdyż są one narażone na broń znaną jako zdalny podgląd i monitoring."
- "DDevil" :

"Ci, którzy kontrolują ośrodkowy układ nerwowy, kontrolują społeczeństwo i świat."
- "War?" :

"Na początku walczyliśmy z poganami w imię religii, potem komunizmu, i teraz w imię narkotyków i terroryzmu. Preteksty dla globalnej dominacji zawsze się zmieniają."
- "Mind" :

"Technika prania mózgu była używana przez CIA od 1950 roku jako część ich nieśmiercionośnego programu tajnych broni."
- "Peephole" :

"Luty, 18 edycja magazynu "New Scientist" w Wielkiej Brytanii pisze, że Światowa Organizacja Zdrowia z siedzibą w Genewie zniosła pod polityczną presją raport, który potwierdził, że marihuana jest mniej szkodliwa niż alkohol czy tytoń."
- "Darts" :

"Czemu stare cywilizacje uznają panteon dwunastu bogów za prawdziwy, kiedy współczesne cywilizacje mają ogólnie jednego Boga?"
- "P.L.U.C.K." :

"System Of A Down chciałby zadedykować tę piosenkę pamięci 1.5 miliona ofiarom Ludobójstwa Ormian, popełnionego przez turecki rząd w 1915 roku."

## Twórcy
- Serj Tankian – wokal prowadzący, keyboard
- Daron Malakian – gitara, wokal wspierający
- Shavo Odadjian – gitara basowa
- John Dolmayan – perkusja